# Angelo Antolini
Angelo Antolini OFMCap (* 24. Mai 1953 in Santa Vittoria in Matenano) ist ein italienischer Priester und Apostolischer Präfekt von Robe.

## Leben
Angelo Antolini trat der Ordensgemeinschaft der Kapuziner bei, legte die ewige Profess am 6. Juni 1976 ab und empfing am 17. September 1977 die Priesterweihe. Papst Benedikt XVI. ernannte ihn am 11. Februar 2012 zum Apostolischen Präfekten von Robe. 